# Chrysopa perla
La crisopa (Chrysopa perla) es una especie de insecto neuróptero de la familia Chrysopidae. Se encuentra en el Paleártico: en casi toda Europa y en zonas templadas de Asia.
Los adultos miden de 10 a 12 mm, con una envergadura de 25 a 30 mm. Son depredadores de áfidos, insectos escama y otros insectos pequeños.